# Christian Mayr (Journalist)
Christian Mayr (* 24. Mai 1976 in Freistadt) ist ein österreichischer Journalist.

## Leben und Wirken
Nach Abschluss seines Philosophie- und Geschichte-Studiums als Mag. phil an der Universität Wien im Jahr 2000 begann Mayr seine journalistische Karriere bei der Tageszeitung Die Presse, wo er zunächst im Sport-Ressort und dann im Chronik-Ressort tätig war. In diesem Ressort spezialisierte er sich auf Stadtentwicklungs- und Denkmalschutz-Themen. Seine Berichte über das Hochhausprojekt Wien-Mitte und den drohenden Verlust des Prädikats UNESCO-Weltkulturerbe für Wiens historisches Zentrum führten zu einer breiten politischen Diskussion, an deren Ende im Frühjahr 2003 das Projekt überraschend abgesagt und anschließend völlig neu geplant wurde.
2006 holte ihn Andreas Unterberger zur Wiener Zeitung, wo er sich auf investigative Recherche über die damalige SPÖ-Alleinregierung unter Wiens Bürgermeister Michael Häupl spezialisierte. Mayrs Bericht über die Zustände in der Psychiatrie am Wiener Otto-Wagner-Spital führte 2008 zu einer Untersuchungskommission des Wiener Gemeinderates („Gravierende Missstände in der Versorgung von psychiatrischen PatientInnen im Verantwortungsbereich der Gemeinde Wien“), die am Ende Verbesserungen für Patienten brachte.
Offenkundig wegen seiner kritischen Berichte wurde er 2012 ins Sport-Ressort der Wiener Zeitung versetzt, wo er bis zur Einstellung der gedruckten Ausgabe der Wiener Zeitung im Juni 2023 unter anderem in der Rubrik „Abseits“ Kommentare zu aktuellen sportpolitischen Themen verfasste, und zwar oft entgegen dem medialen Mainstream.
Schon im Mai 2017 trat Mayr als Kritiker des Fußball-Videobeweises VAR in der Servus-TV-Sendung Sport & Talk aus dem Hangar-7 auf und diskutierte die damals noch wenig umstrittene Neuerung im Fußball. Das Thema VAR griff Mayr seither immer wieder publizistisch auf. Nach einer Anregung von Mayr, die vom damaligen ÖSV-Präsidenten Peter Schröcksnadel umgesetzt wurde, fuhren die ÖSV-Alpin-Skifahrer ab der Ski-WM 2017 in St. Moritz für einige Zeit mit rot-weiß-roten Retro-Rennanzügen wie in den 1980er-Jahren.
Über seine Tätigkeit bei der Wiener Zeitung hinaus verfasste er von 2007 bis 2016 als ständiger Autor Beiträge für das Magazin BIG Business der Bundesimmobiliengesellschaft.
Seit Februar 2024 schreibt Mayr für die Tageszeitung Kurier, vorwiegend Berichte in der Wien-Chronik.

## Auszeichnungen
- 2007: Wiener Lokaljournalist des Jahres[21] und Rang 6 in der Rubrik „Investigativ“[22]